# Jean Obeid
Jean Obeid (Zgharta, 8 de mayo de 1939-Beirut, 8 de febrero de 2021) fue un periodista y político libanés, que ocupó diferentes cargos en el gabinete, el último de los cuales fue ministro de Relaciones Exteriores del Líbano de 2003 a 2004.

## Primeros años
Obeid provenía de una familia maronita. Nació en Alma, una aldea del distrito de Zgharta, el 8 de mayo de 1939.

## Carrera
Obeid era periodista. Inició su carrera en el periodismo, donde ocupó varios puestos de alto nivel en diversos periódicos y revistas. Fue asesor en asuntos árabes de dos expresidentes libaneses, Elias Sarkis y Amin Gemayel (1983-1987). Gemayel también lo nombró enviado especial a Siria. El 11 de febrero de 1987, Obeid se reunió con el presidente del Parlamento, Hussein Husseini, y fue secuestrado por nueve hombres armados en el oeste de Beirut. Obeid fue liberado ileso después de cuatro días.
Obeid fue miembro del parlamento, representando a Chouf de 1991 a 1992 y Trípoli de 1992 a 2005. Se desempeñó como ministro de Estado en el gabinete dirigido por el primer ministro Rafik Hariri en 1993. Luego fue nombrado ministro de Educación Nacional, Juventud y Deportes. Estuvo en el cargo de 1996 a 1998. El 17 de abril de 2003, fue nombrado ministro de Relaciones Exteriores en una reorganización al último gabinete de Hariri, reemplazando a Mahmoud Hammoud en el cargo. El mandato de Obeid terminó en 2004 y fue sucedido por Mahmoud Hammoud como ministro de Relaciones Exteriores. En 2008, se postuló para las elecciones presidenciales y fue considerado posible candidato por consenso. Jean Obeid era candidato a la presidencia del Líbano y participó en las elecciones presidenciales libanesas de 2014.
En mayo de 2018, Obeid regresó al parlamento libanés al ganar el escaño maronita para el distrito electoral de Trípoli.

## Vida personal
Obeid estaba casado con la hija del general Emile Boustany, Loubna y fue el tio materno del economista Jihad Azour.

## Fallecimiento
En la mañana del 8 de febrero de 2021, la Agencia Nacional de Noticias (NNA) anunció que Obeid había fallecido debido a complicaciones de COVID-19 durante la pandemia de COVID-19 en el Líbano.